# Formula Renault italiana
La Formula Renault 2.0 Italia è stata la serie nazionale italiana della categoria Formula Renault 2.0, disputata dal 2000 al 2012. Dal 2011 è confluita, insieme al corrispondente campionato svizzero nella Formula Renault 2.0 Alps.
Il campionato prevedeva tappe nei principali tracciati della penisola, anche se non sono mancate negli anni varie gare in diversi circuiti europei, e vedeva la partecipazione di talenti stranieri, tra i quali Felipe Massa, Daniel Ricciardo, Robert Kubica, Kamui Kobayashi, Pastor Maldonado e José María López, facendo della serie italiana una delle più rinomate in campo europeo.
Dal 2000 al 2004 era denominato Formula Renault 2000 Italia, nel 2005 il nome venne variato in Formula Renault 2.0 Italia e così rimase fino al 2010. Dopo l'unione con il campionato svizzero, per le due annate successive il campionato si è svolto con la denominazione Challenge Formula Renault 2.0 Italia.
Dalla stagione iniziale fino al 2008 la serie era accompagnata da una Winter Series che aveva luogo prima dell'inizio del campionato ufficiale.

## Regolamento Sportivo
- Ogni tappa è composta da 2 o 3 gare della durata di 25 minuti ciascuna.
- Riceve punti solamente chi viene classificato.

### Punteggi
- Nel 2005 e 2006:

| Posizione | 1° | 2° | 3° | 4° | 5° | 6° | 7° | 8° | 9° | 10° | PP | GV |
| Punti     | 30 | 24 | 20 | 16 | 12 | 10 | 8  | 6  | 4  | 2   | 2  | 2  |
| --------- | -- | -- | -- | -- | -- | -- | -- | -- | -- | --- | -- | -- |

- Dal 2007 al 2011:

| Posizione | 1° | 2° | 3° | 4° | 5° | 6° | 7° | 8° | 9° | 10° | 11° | 12° | 13° | 14° | 15° | PP | GV |
| Punti     | 32 | 28 | 24 | 22 | 20 | 18 | 16 | 14 | 12 | 10  | 8   | 6   | 4   | 2   | 1   | 2  | 2  |
| --------- | -- | -- | -- | -- | -- | -- | -- | -- | -- | --- | --- | --- | --- | --- | --- | -- | -- |

- Nel 2012:

| Posizione | 1° | 2° | 3° | 4° | 5° | 6° | 7° | 8° | 9° | 10° | PP | GV |
| Punti     | 25 | 18 | 15 | 12 | 10 | 8  | 6  | 4  | 2  | 1   | 1  | 1  |
| --------- | -- | -- | -- | -- | -- | -- | -- | -- | -- | --- | -- | -- |

## Albo d'oro
| Stagione | Serie                                | Vincitore         | Team Vincitore         | Vincitore Winter Cup |
| -------- | ------------------------------------ | ----------------- | ---------------------- | -------------------- |
| 2000     | Formula Renault 2000 Italia          | Felipe Massa      | Cram Competition       | Ronnie Quintarelli   |
| 2001     | Formula Renault 2000 Italia          | Ryan Briscoe      | Prema Powerteam        | Roberto Streit       |
| 2002     | Formula Renault 2000 Italia          | José María López  | Cram Competition       | Toni Vilander        |
| 2003     | Formula Renault 2000 Italia          | Franck Perera     | Prema Powerteam        | Pastor Maldonado     |
| 2004     | Formula Renault 2000 Italia          | Pastor Maldonado  | Cram Competition       | Mikhail Aleshin      |
| 2005     | Formula Renault 2.0 Italia           | Kamui Kobayashi   | Jenzer Motorsport      | Atte Mustonen        |
| 2006     | Formula Renault 2.0 Italia           | Dani Clos         | Cram Competition       | Jaime Alguersuari    |
| 2007     | Formula Renault 2.0 Italia           | Mika Mäki         | Epsilon Red Bull Team  | César Ramos          |
| 2008     | Formula Renault 2.0 Italia           | Pål Varhaug       | Jenzer Motorsport      | Daniel Mancinelli    |
| 2009     | Formula Renault 2.0 Italia           | Daniel Mancinelli | CO2 Motorsport         | non disputata        |
| 2010     | Formula Renault 2.0 Italia           | Francesco Frisone | Viola Formula Racing   | non disputata        |
| 2011     | Challenge Formula Renault 2.0 Italia | Andrea Boffo      | Team Torino Motorsport | non disputata        |
| 2012     | Challenge Formula Renault 2.0 Italia | Kevin Gilardoni   | GSK Grand Prix         | non disputata        |